# 荷頓山

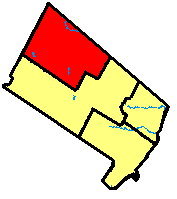
荷頓山在荷頓區内的位置

荷頓山（英語：Halton Hills）是加拿大安大略省南部荷頓區的一個鎮，構成大多倫多地區的一部分。此鎮的南面和西面與苗頓為鄰，西北隅與威靈頓縣的貴湖/伊拉摩沙鄉交接，北臨威靈頓縣愛蓮鎮，東北鄰皮爾區卡里冬鎮，東南面則與皮爾區賓頓市和密西沙加市為鄰。此鎮於1974年成立，由阿克頓（Acton）、喬治鎮（Georgetown）以及周邊鄉郊地區合併而成。據2011年加拿大人口普查所示，荷頓山人口為59,008人，較2006年普查上升6.7%。
安大略7號省道為鎮內的主要東西向道路，而士刁士大道、安大略401號省道和安大略407號省道則掠過荷頓山的南端。GO運輸公司旗下的基秦拿線通勤鐵路服務在鎮内的喬治鎮和阿克頓火車站停靠，而乘客亦可在喬治鎮火車站登上維亞鐵路旗下的魁北克市-溫莎走廊城際鐵路服務。
鎮內的英語公立中小學由荷頓區教育局（Halton District School Board）負責營運，而荷頓區天主教教育局（Halton Catholic District School Board）則負責營運鎮內的英語天主教公立中小學。

## 外部連結
- 维基共享资源上的相關多媒體資源：荷頓山
- 荷頓山鎮官方網頁 （页面存档备份，存于）